# Mauro Chiaula
Mauro Chiaula (Palerm (Sicília), 1544 - idem. 1603) fou un compositor i religiós benedictí italià.
Deixà una col·lecció titulada Sacrae cantiones, quae octotum vocibus, tum variis instrumentis concinni possunt (Venècia, 1590).